# Bílý Újezd (Velemín)
Bílý Újezd (německy Weiß Aujezd) je vesnice, část obce Velemín v okrese Litoměřice. Nachází se asi jeden kilometry východně od Velemína, při jižním úpatí Liščího vrchu (423 metrů). Bílý Újezd je také název katastrálního území o rozloze 2,63 km². V katastrálním území Bílý Újezd leží i Hrušovka.

## Historie
První písemná zmínka o vesnici pochází z roku 1276.

## Obyvatelstvo
|                                                                                                   | 1869 | 1880 | 1890 | 1900 | 1910 | 1921 | 1930 | 1950 | 1961 | 1970 | 1980 | 1991 | 2001 | 2011 |
| ------------------------------------------------------------------------------------------------- | ---- | ---- | ---- | ---- | ---- | ---- | ---- | ---- | ---- | ---- | ---- | ---- | ---- | ---- |
| Obyvatelé                                                                                         | 210  | 231  | 212  | 215  | 249  | 248  | 318  | 217  | 190  | 162  | 145  | 119  | 127  | 139  |
| Domy                                                                                              | 38   | 40   | 43   | 45   | 50   | 51   | 70   | 61   | 63   | 48   | 43   | 46   | 48   | 55   |
| Tabulka obsahuje údaje osady Zbožná a počet domů z roku 1961 zahrnuje domy místní části Hrušovka. |      |      |      |      |      |      |      |      |      |      |      |      |      |      |

## Pamětihodnosti
- Tvrz Bílý Újezd
- Usedlost čp. 2

## Osobnosti
- Robert von Weinzierl (1855–1909) – archeolog a přírodovědec